# Incontri internazionali di rugby a 15 di metà anno 1997
A metà anno è tradizione che le selezioni di "rugby a 15", europee in particolare, ma non solo, si rechino fuori dall'Europa o nell'emisfero sud per alcuni test. Si disputano però anche molti incontri tra nazionali dello stesso emisfero Sud, che precedono dal 1996, la disputa del Tri Nations.
Nel 1997, la tradizione non viene meno con una serie di tour.
Nel periodo tra maggio e giugno si disputano anche il torneo per il Pacific Rim, alla sua seconda edizione, (tra Hong Kong, Giappone, Stati Uniti e Canada) e il triangolare del sud Pacifico tra Figi, Samoa e Tonga.
Successivamente si disputa anche il secondo "Tri Mations".

## 12-18 maggio
| Harare 17 maggio 1997 | Zimbabwe       | 13 – 42 | Tonga | Police Ground\| Arbitro: \| C. Spannenberg \| |
| Arbitro:              | C. Spannenberg |         |       |                                               |

| Timişoara 17 maggio 1997 | Romania U21 | 59 – 20 | Jugoslavia |  |

## 19-25 maggio
Iniziano anche il tour dell'Inghilterra (in formazione senza i titolari nei "Lions"), Irlanda e British Lions
| 21 maggio 1997 | Namibia B | 38 – 31 | Tonga XV |  |

--

Il primo match degli inglesi contro la selezione di Cordoba, campione dell'Argentina, vede i "bianchi" vincere ma senza brillare
| Arbitro: | Eduardo Blengio |

|                             |      |                                                               |
| José Simes, Christian Barre | mt   | Kyran Bracken (2), Phil de Glanville Nigel Redrnan, Mike Catt |
| José Luna                   | tr   | Mike Catt 5                                                   |
| José Luna 3                 | c.p. | Mike Catt                                                     |

--
| Whangarei 22 maggio 1997 | Northland | 69 – 16 | Irlanda A |  |

--

| Arbitro: | A Schoonwinkel |

|           |      |                           |
| Samuelson | mt   | Faka'osi'folau, Taumalolo |
|           | tr   | Tonga 2                   |
| Erasmus 3 | c.p. | Tonga 2                   |

--

Nel secondo match contro la selezione di Buenos Aires, gli inglesi andarono incontro ad una brutta sconfitta, causata da ben 8 errori consecutivi sui calci piazzati ad opera di Alex King and Mark Mapletoft, che provocarono l'irritazione del coach
| Arbitro: | I. Rogers |

|          |      |                                |
| Solari   | mt   | Clark, de Glanville, Mallinder |
| Cilley 5 | c.p. | King 2                         |
| Cilley   | drop |                                |

--
L'esordio dei "Lions" avviene contro Eastern Province: il successo arride ai britannici solo nel finale. Resta l'impressione di un gioco deludente
| Port Elizabeth 24 maggio 1997 | Eastern Province XV | 11 – 39                               | Isole Britanniche XV |  |
| \| \| \| \| \| Keyser \| mt \| Guscott 2, Weir, Underwood, Greenwood \| \| \| tr \| Jenkins 4 \| \| Van Rensburg 2 \| c.p. \| Jenkins 2 \| |                     |                                       |                      |  |
| |                     |                                       |                      |  |
| Keyser | mt                  | Guscott 2, Weir, Underwood, Greenwood |                      |  |
| | tr                  | Jenkins 4                             |                      |  |
| Van Rensburg 2 | c.p.                | Jenkins 2                             |                      |  |

--

## 26 maggio - 1º giugno
Anche Figi inizia la serie di match in terra neozelandese
| Arbitro: | Colin J Hawke |

|                                           |      |                |
| Mark Mayerhofler ,Con Barrell Aaron Flynn | mt   | Lasagavibau 4  |
| Daryl Lilley 2                            | tr   | Nicky Little 2 |
| Daryl Lilley 3, Aaron Flynn               | c.p. |                |

--
| Auckland 26 maggio 1997 | NZ Academy | 74 – 15 | Irlanda A |  |

--
Più facile del previsto, il successo da parte inglese contro la seconda nazionale argentina
| Arbitro: | Jonathan Kaplan |

|                               |      |                                                                                          |
| Cristián Viel, Julián Légora, | mt   | David Rees (2), Jos Baxendell (2) Andy Gomarsall, Martin Haag Mike Catt y Darren O'Leary |
| José Cilley                   | tr   | Mark Mapletoft 6                                                                         |
|                               | c.p. | Mark Mapletoft 2                                                                         |

--
| Pretoria 28 maggio 1997 | Northern Transvaal XV | 46 – 6 | Tonga XV |  |

--
Non va meglio il secondo match per i Lions, "salvati" nel finale da una meta di Wainwright
| Arbitro: | A Burger |

|          |      |                            |
| Claasen  | mt   | Bentley, Regan, Wainwright |
| Miller 3 | c.p. | Stimpson                   |

--
| Arbitro: | Paul Macfie |

|                                        |    |                                                                |
| John McWhinney ,Sturt Doig Dave McCrea | mt | Tuilevu, Nasilasila Duruduruvukula 2, Waqabitu 3 Naevo, Tawake |
| Shane Butterick 2, meta tecnica        | tr | Waqabitu 4 ,Tawake                                             |

--
| Rotorua 29 maggio 1997 | Bay of Plenty | 52 – 39 | Irlanda A |  |

--

Successo inglese, meno agevole di quanto dica il punteggio nel primo test ufficiale contro i Pumas
| Arbitro: | Ian Rogers |

|                                               |      |                                                              |
| Lisandro Arbizu, Tomás Solari Gonzalo Quesada | mt   | Adedayo Adebayo (2), Nick Greenstock Tony Diprose, Mike Catt |
| Gonzalo Quesada                               | tr   | Mike Catt 5                                                  |
| Mike Catt 2                                   | c.p. |                                                              |
| Gonzalo Quesada                               | drop |                                                              |

--
Nel terzo match dei Lions si assiste a qualche sensibile miglioramento, soprattutto nella velocità di gioco, con Tim Stimpson preciso ai calci (7 su 8 e 18 punti), con Ieuan Evans e John Bentley autori delle 3 mete che chiudono la partita
Intanto i problemi muscolari dei Paul Gravson, obbligo ad una frettolosa chiamata di Mike Catt impegnato con il tour in Argentina della nazionale inglese
| Arbitro: | A Schoonwinkel |

|               |      |                        |
| Muir 2, Brink | mt   | Bentley 2, Tait, Evans |
| Montgomery 3  | tr   | Stimpson 3             |
|               | c.p. | Stimpson 4             |

--
| Port Elizabeth 1º giugno 1997 | Eastern Province | 19 – 34 | Tonga XV | Adcock Stadium |

--
| Arbitro: | Glen Wahlstrom |

|                                 |    |                                                 |
| Dustin Watts, Scott Waldergrave | mt | Lawrence Little, Jonetani Waqabitu, Manasa Bari |
|                                 | tr | Jonetani Waqabitu                               |

--
| Paeroa 1º giugno 1997 | Thames Valley | 12 – 38 | Irlanda A |  |

--
La Francia, prima di partire verso l'Australia, si reca in Romania per il tradizionale match, che in sino a poco tempo prima assegnava il predominio dell'Europa continentale.
| Arbitro: | Claudio Giacomel |

|                  |      |                                                               |
| Gontineac, Radoi | mt   | Bernat-Salles 2, Lievremont Merle, Penaud Venditti 2, Viars 2 |
| Nichitean 2      | tr   | Lamaison 2, Viars                                             |
| Nichitean 2      | c.p. |                                                               |

--

## 2-8 giugno
Privi di Mike Catt, richiamato dai Lions, per sostituire Paul Grayson, i "bianchi" di Inghilterra si sbarazzano anche della selezione di Mendoza
| Arbitro: | Johan Meuwesen |

|               |      |                                                                                |
| Matías Brandi | mt   | Jim Mallinder (2), Danny Grewcock Jos Baxendell, Andy Gomarsall Mark Mapletoft |
|               | tr   | Mark Mapletoft                                                                 |
| Adrián Gioeni | c.p. | Mark Mapletoft                                                                 |

--
| East London 4 giugno 1997 | Border | 10 – 27 | Tonga XV | Waverley Park |

--
Molto agevole il successo contro Mpumalanga da parte dei Lions
| Arbitro: | C. Spannemberg |

|           |    |                                                          |
| Joubert 2 | mt | Wainwright 3, Underwood 2, Evans 2 Dawson, Jenkins, Beal |
| van As 2  | tr | Jenkibs 7                                                |

--
| Arbitro: | Colin J Hawke |

|                 |      |                                                         |
| Jason Hamlin    | mt   | Fero Lasagavibau, Alifereti Mocelutu Aminiasi Natuiyaga |
| Jerome Nahona   | tr   | Nicky Little 2                                          |
| Jerome Nahona 4 | c.p. | Nicky Little 3                                          |

--
| Tampo 6 giugno 1997 | King Country | 32 – 26 | Irlanda A |  |

--
Gli Inglesi si sentono pronti per il secondo successo nel test, dopo aver dominato il primo,, ma la netta sconfitta, rovina i piani dei britannici e porterà di fatto al successivo cambio di guida tecnica
| Arbitro: | Jonathan Kaplan |

|                                                |      |                           |
| Facundo Soler (2), Roberto Grau Eduardo Simone | mt   | Danny Grewcock, Alex King |
| Gonzalo Quesada 2                              | tr   |                           |
| Gonzalo Quesada 3                              | c.p. | Mark Mapletoft            |

--
 
| Whangarei 7 giugno 1997 | Northland | 13 – 40 | Samoa XV |  |

--
Contro i Blue Bulls arriva la prima sconfitta per i Lions ed una pesante sconfitta per Scott Gibbs, autore di un pericoloso placcaggio
| Arbitro: | A.Watson |

|                                 |      |                     |
| van Schalkwyk 2, Steyn, Richter | mt   | Guscott 2, Townsend |
| Steyn 3                         | tr   | Stimpson 3          |
| Richter 3                       | c.p. | Stimpson 3          |

--

## 9-15 giugno
| Arbitro: | Marty Wiles |

|                                                                                 |      |           |
| Drotske, Garvey 2, Kruger 2, Small 2, Snyman 3, van der Westhuizen, van Heerden | mt   | Taufo'ou  |
| Lubbe 7                                                                         | tr   | Taumalolo |
|                                                                                 | c.p. | Tonga     |

--
| Palmerston North 10 giugno 1997 | NZ Maori XV | 41 – 10 | Irlanda A |  |

--
| Arbitro: | Alan G Riley |

|                                   |      |                            |
| Jonah Qio, Dylan Mika Matt Filipo | mt   | jacob Rauluni, Manasa Bari |
|                                   | tr   | Nicky Little 2             |
| Nash Jack                         | c.p. | Nicky Little 2             |

--
| Roma 11 giugno 1997 | Lupi | 37 – 5 | Barbarians | Flaminio |

--
Nel primo match contro una provincia sudafricana di primo livello (ossia una delle quattro che disputano il "Super12, è ancora John Bentley con una meta a dare ai Lions una sofferta ma meritata vittoria.
| Johannesburg 11 giugno 1997 | Golden Lions | 14 – 30 | British Lions XV | Ellis Park\| Arbitro: \| T. Henning \| |
| Arbitro:                    | T. Henning   |         |                  |                                        |

--
| 13 giugno 1997 | ACT XV | 22 – 31 | Francia XV |  |

--
| Arbitro: | Wayne Erickson |

|                                                               |    |             |
| Cullen 2, Michael Jones Marshall, Riechelmann Umaga, Wilson 5 | mt | Lasagavibau |
| Cullen 2, Mehrtens 6                                          | tr |             |

--
| Apia 14 giugno 1997 | Samoa XV | 57 – 25 | Irlanda A |  |

--
| Brescia 14 giugno 1997 | Zebre | 48 – 38 | Barbarians |  |

--
| Arbitro: | Steve Walsh |

| |           |                                                                |
| mete: Rhys Duggan, Norm Hewitt Milton Going, Eugene Martin Adrian Cashmore trasf.: Adrian Cashmore 4 c.p. Adrian Cashmore | Marcatori | mete:E. Jurado , E. Simone trasf. G. Quesada 2 c.p. G. Quesada |

--
Contro Natal, il "man of the match" sono due gallesi: Neil Jenkins, autore di 24 punti al piede con 9 centri su 11 e Rob Howley, il mediano di mischia
| Arbitro: | J Meuwesen |

|           |      |                           |
|           | mt   | Townsend, Catt, Dallaglio |
| Jenkins 3 | tr   |                           |
| Lawless 4 | c.p. | Jenkins 6                 |
|           | drop | Townsend                  |

| Bulawayo 15 giugno 1997 | Zimbabwe | 32 – 26 | Namibia |  |

## 16-22 giugno
| Arbitro: | Paddy O'Brien |

|                                        |           | |
| mete: Anthony Holder y Bruce Henderson | Marcatori | mete: Pablo Bouza (2), Cristián Viel Francisco García, Tomás Solari Germán Aristide, Mario Ledesma Octavio Bartolucci Trasf. José Cilley |

--
Il primo test per la Scozia "A", è contro lo Zimbabwe e vede la Scozia imporsi agevolmente. Sugli scudi Craig Joiner che torna in nazionale dopo un anno e che realizza tre mete.
| Arbitro: | M Wyles |

|         |      |                                      |
| Mbereko | mt   | Joiner 3, Nichol 3 Gilmore 2, Peters |
| Tsimba  | tr   | Hodge 5                              |
| Tsimba  | c.p. |                                      |

--

Contro gli Emerging Springboks (seconda squadra nazionale), arriva un brillante successo con 3 mete di beal e Bateman e Bentley sugli scudi.
| Arbitro: | I Rogers |

|                         |      |                                 |
| Brosnihan, Goosen, Treu | mt   | Beal 3, Rowntree, Stimpson Catt |
| Smith, Montgomery       | tr   | Stimpson 6                      |
| Smith                   | c.p. | Stimpson 3                      |

--
| Brisbane 17 giugno 1997 | Queensland | 24 – 34 | Francia XV | Ballimore Oval |

--
| Apia 18 giugno 1997 | Samoa A | 8 – 40 | New Zealand Māori |  |

--
| Banket 18 giugno 1997 | Goshawks | 36 – 48 | Italy A XV |  |

--

Il secondo match avviene contro i Lions del Transvaal (ora Gauteng). Una sconfitta pesante ed un match devastante, visto Craig Chalmers e Rowen Shepherd sono quindi costretti a tornare a casa per seri infortuni, il primo in allenamento, il secondo durante il match.
| Johannesburg 20 giugno 1997 | Gauteng Lions | 42 – 20         | Scozia A | Ellis Park |
| \| \| \| \| \| Rossouw 2, Viese 2 Gillingham, Naude \| mt \| Gilmour, Walton \| \| Du Toit 3 \| tr \| Hodge 2 \| \| Du Toit 2 \| c.p. \| Hodge, Shepherd \| |               |                 |          |            |
| |               |                 |          |            |
| Rossouw 2, Viese 2 Gillingham, Naude | mt            | Gilmour, Walton |          |            |
| Du Toit 3 | tr            | Hodge 2         |          |            |
| Du Toit 2 | c.p.          | Hodge, Shepherd |          |            |

--

I "Pumas" vengono letteralmente sommersi dagli All Blacks con 14 mete e 93 punti al passivo, un record negativo.
| Arbitro: | Brian Campsall |

| |      |         |
| RM Brooke, Brown Cullen 2, Fitzpatrick, Jones Kronfeld, Marshall, Spencer 2 Stensness, Umaga 2, Randell | mt   | Solari  |
| Spencer 10                                                                                              | tr   |         |
| Spencer                                                                                                 | c.p. | Quesada |

--
| Apia 21 giugno 1997 | Samoa | 20 – 34 | New Zealand Māori |  |

--
Arriva quindi il primo test-match, che non delude le attese, con i Lions che colgono un'importante vittoria maturata nel secondo tempo
| Arbitro: | Colin Hawke |

|                             |      |                     |
| du Randt 23' , Bennett, 44' | mt   | Dawson 73' Tait 79' |
| Honiball, Lubbe             | c.p. | Jenkins 5           |

--
Nel primo test contro l'Australia i Francesi vanno incontro a una sconfitta maturata in dodici minuti del secondo tempo in una maniera inconsueta: Mitch Hardy esordiente tra i Wallabies viene inviato in campo per sostituire temporaneamente Stephen Larkham, che ferito al volto era fuori per medicazioni. Dodici minuti nei quali Hardy segna due mete, sblocca un match al momento in parità (15-15) e nel quale l'Australia, aveva risposto alle due mete francesi con 5 calci di John Eales.
| Arbitro: | C. Thomas |

|                                             |           |                                                                |
| mete: Hardy 2 trasf.: Eales 2 c.p.: Eales 5 | Marcatori | mete: Bernat-Salles, Castaignede trasf.: Dourthe c.p.: Dourthe |

--
| Harare 21 giugno 1997 | Zimbabwe | 52 – 39 | Italy A |  |

--
| Suva 21 giugno 1997 | Figi | 20 – 10 | Tonga |  |

--

## 23-29 giugno
| Arbitro: | Paul Honiss |

|                                                           |      |                |
| Mark Robinson , Kevin Barrett, Kevin Barrett, Lea Potaufa | mt   | Diego Albanese |
| Jason Holland 3                                           | tr   | José Cilley    |
|                                                           | c.p. | José Cilley    |

--

Il match dei Lions contro i Cheetahs a Bloemfontein regala emozioni e paure: una vittoria netta, meritata contro una squadra molto forte, ma anche un infortunio a Will Greenwood che cadendo a terra malamente subisce una commozione cerebrale e termina il suo tour
| Arbitro: | Jonathan Kaplan |

|                  |      |                                                   |
| Brink 2, de Beer | mt   | Bentley 3, Stimpson, Bateman, Jenkins, Underwood; |
| de Beer 3        | tr   | Stimpson 4                                        |
| de Beer 3        | c.p. | Stimpson 3                                        |

--
| Harare 24 giugno 1997 | Harare Province | 6 – 36 | Italy A XV |  |

--
Anche contro i Falcons dell'Eastern Transvaal arriva la sconfitta per gli scozzesi malgrado un match molto equilibrato.
| Arbitro: | M Lawrence |

|                                         |      |                         |
| Bosch, De Wet Strydom Hoffman, Van Riet | mt   | Lee 2, Longstaff Mather |
| Peens 3                                 | tr   | Lee 3                   |
| Peens 4                                 | c.p. | Lee 3                   |

--
| 25 giugno 1997 | Waikatao U21 | 18 – 41 | Scotland >Dev |  |

--

Il match dei Lions contro i Barbarians Australiani (di fatto la seconda squadra nazionale) e vede ancora Mitch Hardy sugli scudi. La rivelazione del match precedente si conferma anche nel ruolo di titolare e realizza la meta decisiva in un match assai equilibrato, deciso da un calcio di punizione nel recupero.
| Newcastle 25 giugno 1997 | Australian Barbarians | 26 – 24                           | Francia XV |  |
| \| \| \| \| \| Mitch Hardy \| mt \| D Dantiacq, D Casadei, C Lamaison \| \| S Viars, R Dourthe \| tr \| \| \| C Warner 6, M Edmonds \| c.p. \| Viars, Dourthe. \| |                       |                                   |            |  |
| |                       |                                   |            |  |
| Mitch Hardy | mt                    | D Dantiacq, D Casadei, C Lamaison |            |  |
| S Viars, R Dourthe | tr                    |                                   |            |  |
| C Warner 6, M Edmonds | c.p.                  | Viars, Dourthe.                   |            |  |

--

Altra debacle contro gli All Blacks nel secondo test.
| Arbitro: | Brian Campsall |

|                                                                           |      |         |
| Allen, RM Brooke Brown, Cullen Kronfeld Randell, Spencer Stensness, Umaga | mt   | Grau    |
| Cullen, Spencer 6                                                         | tr   | Quesada |
| Spencer                                                                   | c.p. | Quesada |

--
Il match successivo, segna il riscatto per gli Scozzesi, che conquistano un importante successo contro i Blue Bulls del Northern Transvaal, successo che poche settimane prima era stato mancato dai Lions. Eroe della partita è Tony Stanger autore di due mete. Nel frattempo giunge in Sudafrica Scott Hastings: il trentaduenne fuoriclasse viene richiamato per sostituire l'infortunato Scott Nichols.
| Arbitro: | Ian Rodgers |

|             |      |                   |
| Breytenbach | mt   | Stanger 2, Joiner |
| Steyn       | tr   | Hodge 3           |
| Steyn 5     | c.p. | Hodge 3           |
|             | drop | Hodge             |

--
Giunge anche il tempo del secondo test ufficiale del Tour. E ancora una volta i Lions vincono di misura e conquistano la vittoria anticipata nella serie, portandosi sul 2-0. Determinanti i calci di Neil Jenkins (5 su 5) e soprattutto un drop a pochi minuti dal termine di Jeremy Guscott. Assai meno precisi al piede gli Springboks con tre trasformazioni errate
| Arbitro: | Dider Mené |

|                                                    |      |                                    |
| van der Westhuizen 35', Montgomery 41' Joubert 54' | mt   |                                    |
|                                                    | c.p. | Neil Jenkins 16', 31', 48',66',72' |
|                                                    | drop | Jeremy Guscott 77'                 |

--
Anche il secondo test ufficiale vede gli australiani prevalere sui francesi con tre mete a una
| Arbitro: | Clayton Thomas |

|                       |      |               |
| Harry, J.Little, Tune | mt   | T.Castaignede |
| Eales                 | tr   | Lamaison      |
| Eales 3               | c.p. | Lamaison 4    |

--
| Bulawayo 28 giugno 1997 | Zimbabwe | 27 – 41 | Italy A |  |

--
| Apia 28 giugno 1997 | Samoa | 62 – 13 | Tonga |  |

--

## 30 giugno – 6 luglio
Dopo il match contro i "Bulls", per gli scozzesi, una doccia fredda con la sconfitta contro i più modesti "Pumas"
| Arbitro: | T. Henning |

|                             |      |               |
| Jonker, Potgieter, Combrink | mt   | Nicol, Mather |
| Fourie 3                    | tr   | Hodge         |
| Fourie                      | c.p. | Hodge 3       |

--
È un successo agevole, quello nell'ultimo "mid-week match"
| Arbitro: | D. de Villiers |

|                                                     |      |                                                     |
| meta tecnica Ehrentraut, Wagner Van Buuren, Herbert | mt   | Underwood 3, Shaw 2 Stimpson 2, Back Regan, Bracken |
| Herbert 4                                           | tr   | Stimpson 7                                          |
| Herbert 2                                           | c.p. | Stimpson                                            |

--
| Bulawayo 2 luglio 1997 | Matabeleland | 13 – 40 | Italy A XV |  |

--
Il Galles arriva in Nord America con una "giovane nazionale", stante l'assenza di molti giocatori, come Neil Jenkins, Iuan Evans, impegnati nel tour dei "Lions" in Sudafrica.
Sarà un tour pieno di successi, ma senza una vittoria netta nei test match.

Il primo match è di puro allenamento contro una selezione del sud degli Stati Uniti
| 2 luglio 1997 | USA South | 3 – 94 | Galles XV |  |

--
Il Tour si chiude con una bella vittoria contro i Kings di Eastern Province.
| Arbitro: | Johnatahn Kaplan |

|                           |      |                          |
| Loubscher, van Jaarlsveld | mt   | Hastings, Hogg, S Murray |
|                           | tr   | Hodge 3                  |
|                           | c.p. | Hodge 5                  |

Vinta ormai la serie, i Lions cedono nel terzo match contro gli "Springboks" mancando l'en-plein
| Arbitro: | Wayne Erickson |

|                                                |      |                |
| Montgomery, Rossouw Snyman, van der Westhuizen | mt   | Dawson         |
| Jannie de Beer 2, Honiball                     | tr   | Neil Jenkins   |
| Jannie de Beer 3                               | c.p. | Neil Jenkins 3 |

--
Il primo test ufficiale, vede sugli scudi Arwel Thomas autore di venti punti
| Arbitro: | Ken McCartney |

|                |      |                               |
| Anitoni, Takau | mt   | Jones, Arwel Thomas 2, Walker |
| Alexander 2    | tr   | Arwel Thomas 2                |
| Alexander 2    | c.p. | Arwel Thomas 2                |

--
Il 5 luglio inizia anche la serie per la Bledsloe Cup 1997. Viene vinta dai Neozelandesi che poi affronteranno ancora i Wallabies in due match validi anche per il "Tri nations".
| Arbitro: | Ed Morrison |

|                         |      |              |
| Z.Brooke 2 , Kronfeld 2 | mt   | Horan        |
| Spencer 2               | tr   | John Eales   |
| Spencer 2               | c.p. | John Eales 2 |

--

## 7-13 luglio
| San Francisco 8 luglio 1997 | USA Devol. XV | 23 – 55 | Galles XV |  |

--
Nel quarto incontro, secondo test match contro gli USA, è Wayne Proctor, autore di tre mete, a salvare il Galles dalla figuraccia.
| Arbitro: | Chuck Muir |

|                 |      |                     |
| Anitoni, Walker | mt   | Proctor 3, A.Thomas |
| Alexander 2     | tr   | A.Thomas            |
| Alexander 3     | c.p. | A.Thomas            |

--
Dopo il tour dei Lions in Sudafrica, rapida puntata in Australia per gli Inglesi (molti giocatori raggiungono l'Australia direttamente da Johannesburg). Un solo match, un azzardo, visto che i migliori giocatori arrivarono stanchi del tour dei "Lions" terminato sette giorni prima. E anche gli altri non stavano meglio, reduci dal tour in Argentina e alle prese con il Jet-lag. Ma anche con un tecnico Jack Rowell ormai a fine del suo rapporto con una federazione spaccata che il giorno prima aveva tenuto il suo meeting annuale dopo 18 mesi di contrasti tra club e federazione (contrasti che continueranno peraltro). Ne esce una sconfitta netta, anche più di quanto non dica il risultato. Seguiranno polemiche sull'inutilità di questo match in un periodo insolito e con i giocatori stanchi e demotivati.
| Arbitro: | Paddy O'Brien |

|                           |      |          |
| Burke, Gregan Horan, Tune | mt   |          |
| Burke                     | tr   |          |
| Eales                     | c.p. | Stimpson |
|                           | drop | Catt     |

--
| Vancouver 16 luglio 1997 | Ontario | 10 – 54 | Galles XV | Thunderbird Stadium |

--
Il tour si chiude con il test contro il Canada, anche questo vinto con molta sofferenza, in quanto i canadesi, guidati da Gareth Rees opposero una grande resistenza, e alla fine si dichiararono vincitori morali del match, deciso da una meta finale di Leigh Davies a pochi minuti dalla fine. In ogni caso i gallesi, possono essere soddisfatti di questo tour chiuso con 6 vittorie in sei match
| Arbitro: | S. Borsani |

|                |      |                           |
| Ross, Schmid 2 | mt   | Davies, Proctor, G Thomas |
| Ress 2         | tr   | A.Tomas 2                 |
| Ress           | c.p. | A.Tomas 3                 |

--

## Altri test
| Paraná (Argentina) 19 luglio 1997 | Seleccion de Ascenso | 19 – 7 | Uruguay XV |  |

| Leicester 26 luglio 1997 | Isole Britanniche XV | 87 – 58 | Leicester Tigers |  |

| 26 luglio 1997 | Francia XV | 52 – 43 | Invitational XV |  |

| Montevideo 17 agosto 1997 | Uruguay XV | 16 – 18 | Seleccion de Ascenso |  |